# Ґерду (Марказі)
Ґерду (перс. گردو) — село в Ірані, у дегестані Седе, в Центральному бахші, шахрестані Ерак остану Марказі. За даними перепису 2006 року, його населення становило 0 осіб, що проживали у складі 0 сімей.

## Клімат
Середня річна температура становить 12,28°C, середня максимальна – 31,23°C, а середня мінімальна – -8,42°C. Середня річна кількість опадів – 271 мм.
| Клімат поселення                              | Клімат поселення | Клімат поселення | Клімат поселення | Клімат поселення | Клімат поселення | Клімат поселення | Клімат поселення | Клімат поселення | Клімат поселення | Клімат поселення | Клімат поселення | Клімат поселення | Клімат поселення |
| Показник                                      | Січ.             | Лют.             | Бер.             | Квіт.            | Трав.            | Черв.            | Лип.             | Серп.            | Вер.             | Жовт.            | Лист.            | Груд.            |                  |
| Середній максимум, °C                         | 6,79             | 8,62             | 12,34            | 18,11            | 22,95            | 29,63            | 31,23            | 30,71            | 25,85            | 19,50            | 12,66            | 7,28             |                  |
| Середня температура, °C                       | −0,81            | 1,01             | 4,72             | 10,50            | 15,36            | 22,02            | 25,79            | 25,28            | 20,40            | 14,06            | 7,21             | 1,85             |                  |
| Середній мінімум, °C                          | −8,42            | −6,59            | −2,86            | 2,90             | 7,75             | 14,42            | 20,34            | 19,84            | 14,97            | 8,61             | 1,76             | −3,6             |                  |
| Норма опадів, мм                              | 39               | 39               | 49               | 34               | 27               | 3                | 1                | 1                | 0                | 11               | 27               | 40               |                  |
| Середньомісячна швидкість вітру, м/с          | 1.98             | 2.25             | 2.65             | 2.94             | 2.54             | 2.49             | 2.46             | 2.30             | 2.16             | 2.20             | 1.87             | 1.40             |                  |
| Середньомісячна сонячна радіація, кДж/м²·день | 9122             | 12551            | 15134            | 18361            | 22330            | 26739            | 25728            | 24119            | 21259            | 15753            | 11073            | 9039             |                  |
| --------------------------------------------- | ---------------- | ---------------- | ---------------- | ---------------- | ---------------- | ---------------- | ---------------- | ---------------- | ---------------- | ---------------- | ---------------- | ---------------- | ---------------- |
| Джерело:                                      |                  |                  |                  |                  |                  |                  |                  |                  |                  |                  |                  |                  |                  |